# Llinars (Torallola)
Llinars és una partida rural constituïda per camps de conreu, actualment en bona part abandonats, del terme municipal de Conca de Dalt, a l'antic terme de Toralla i Serradell, al Pallars Jussà, en territori del poble de Torallola.
Està situada al sud de Torallola, just al sud dels Trossos del Torallola de Mingo, al límit meridional del terme municipal. Són al nord-oest de la partida de Solans i al sud-oest de la Costa de Toni, a ponent de los Planells, a l'esquerra del barranc del Solà.